# Иванов Дворец
Ива́нов Дворец (бел. Іванаў Дварэц) — деревня в составе Сухаревского сельсовета Могилёвского района Могилёвской области Республики Беларусь.

## Население
- 2010 год — 24 человека